# Шерть

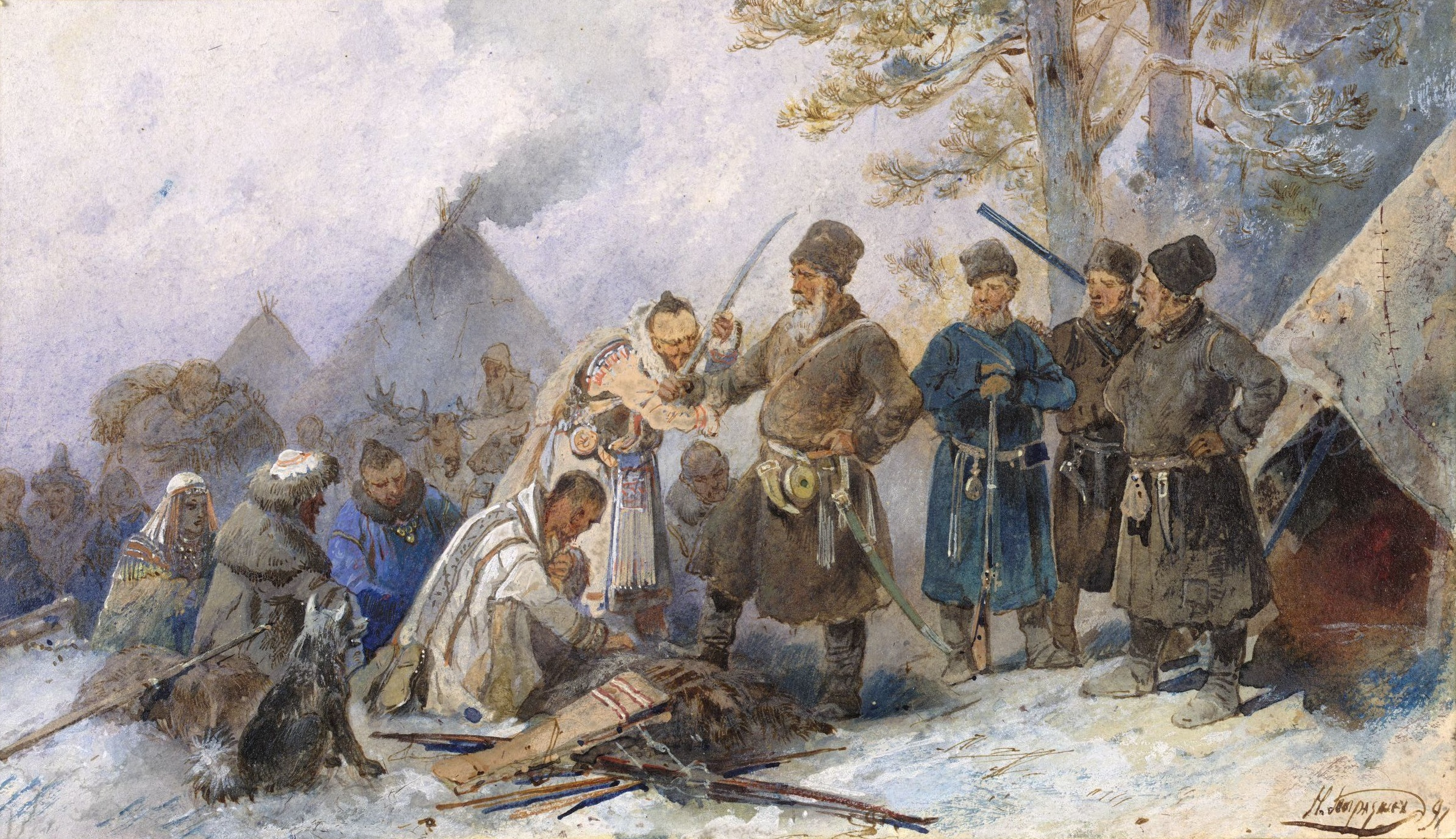
«Подведение сибирских инородцев под высокую царскую руку» (картина Н. Н. Каразина)

Шерть (от араб. šart «соглашение, условие», см.: алт. šert «клятва»; хак. сирт) — присяга инородцев (первоначально мусульман) на верность договорным отношениям с Русским государством или на подданство. Существовал и соответствующий глагол — «шертовать». Процесс заключения договоров с принимаемыми под «высокую государеву руку» назывался шертованием. 
Слово «шерть» впервые встречается в русской грамоте 1474 года. Тюркоязычные народы заимствовали арабское слово для процедуры заключения договора международного характера и передали эту практику русским властям. В инородческих шертных грамотах XVI века слова «шерть» и «рота» употребляются как синонимы. 
Так, при красноярском воеводе Петре Даниловиче Протасьеве, князь Бурятский Абакан, убил русских, посланных к нему с подарками в 1650 году, а в 1653 году сам просил принять его в русское подданство, дав шерть. В 1677 году под Астраханью воеводой Π. Μ. Салтыковым была заключена с калмыцкими старшинами шерть, по которой договаривающиеся стороны взаимно обещали «ссор и задоров не чинить».
С. В. Бахрушин полагал, что в обрядах, сопровождавших присягу верности (шерть), наглядно проявился «первобытный шаманизм с его наивной магией». Он указал на несколько церемоний:
1. «старинный (тюркский) обряд», сходный с якутским — «рассекали собаку и сквозь её проходили»; далее, «убив собаку, и выточа кровь, и тое свежую собачью кровь пили»;
2. другой обряд напоминает хантыйскую шерть, как она описана писателями XVIII века: «А иные с ножа у них с клятвою хлеб ели» (по одному известию, они «меж сабель с ножа хлеб едят»);
3. но постепенно господствующей формой шерти становится встречающееся как у монголов, так и у угро-финнов «питье с золота». Обряд этот заключался в том, что «они де, по своей вере, шертью скребут золото или медь, да пьют». При заключении договора с Ереняком русские привезли с собой государево вино горячее, и он «учинил шерть, налив чашку вина и золото положи, выпил»[6].

С другой стороны отмечено, что шерть выполнялась кыргызами в соответствии с принятым у монголоязычных народов церемониалом, который неоднократно фиксировался в джунгарских и маньчжурских документах. Уложение Китайской Палаты внешних сношений устанавливало, что в случае с монгольскими кочевниками «нет другого средства к открытию истины, кроме „присяги“. Если человек примет его, то тем и прекратит дело, безо всякого следствия; если поколеблется и не даст присяги, то его признать виновным и учинить ему суд, приговор на основании законов».
«Девять присяг» расценивались как 9 разновидностей испытаний нравственного характера («чаган»):
1. питьё из собачьего черепа;
2. питьё из верблюжьего черепа;
3. питьё из человечьего черепа;
4. божиться — ас хынар;
5. мочиться на огонь и соль под опасением получить венерическую болезнь;
6. нюхать медвежьи ноздри (хайыракан думчуу окша) и лизать его лапы (хайыракан чылга) под опасением быть съеденным медведем;
7. лизать лезвие ножа;
8. лизать дуло ружья;
9. пужар чаган («поганая присяга») — испытание состоит в том, чтобы пролезть между двумя кольями под подвешенными на них штанами старой, никогда не рожавшей, «проклятой» женщины[8].